# Damian Kądzior
Damian Kądzior (Białystok, 1992. június 16. –) lengyel válogatott labdarúgó, a Piast Gliwice középpályása.

## Pályafutása

### Klubcsapatokban
Kądzior a lengyelországi Białystok városában született. Az ifjúsági pályafutását a helyi Jagiellonia Białystok akadémiájánál kezdte.
2012-ben mutatkozott be a Jagiellonia Białystok első osztályban szereplő felnőtt keretében. 2013 és 2016 között a Motor Lublin, a Dolcan Ząbki és a Wigry Suwałki csapatában szerepelt kölcsönben. A lehetőséggel élve, 2016-ban a másodosztályú Wigry Suwałkihoz csatlakozott. 2017-ben a Górnik Zabrze, míg 2018-ban a horvát Dinamo Zagreb szerződtette. Először a 2018. augusztus 3-ai, Istra 1961 ellen 3–0-ra megnyert mérkőzés 64. percében, Izet Hajrović cseréjeként lépett pályára. Első gólját 2018. szeptember 23-án, az Inter-Zaprešić ellen 5–3-as győzelemmel zárult találkozón szerezte meg. 2020-ban a spanyol első osztályban érdekelt Eibarhoz igazolt. 2020. szeptember 12-én, a Celta Vigo ellen 0–0-ás döntetlennel zárult bajnokin debütált. A 2020–21-es szezon második felében a török Alanyaspor csapatát erősítette kölcsönben.
2021. július 15-én négyéves szerződést kötött a lengyel Piast Gliwice együttesével. Először a 2021. július 25-ei, Raków Częstochowa ellen 3–2-re elvesztett mérkőzésen lépett pályára. Első gólját 2021. szeptember 27-én, a Cracovia ellen 4–2-es vereséggel zárult találkozón szerezte meg.

### A válogatottban
Kądzior 2018-ban debütált a lengyel válogatottban. Először a 2018. szeptember 11-ei, Írország ellen 1–1-es döntetlennel zárult mérkőzés félidejében, Rafał Kurzawat váltva lépett pályára. Első válogatott gólját 2019. június 10-én, Izrael ellen 4–0-ra megnyert EB-selejtezőn szerezte meg.

## Statisztikák
2023. március 3. szerint

| Klub                       | Szezon   | Osztály     | Bajnokság | Bajnokság | Kupa és Ligakupa | Kupa és Ligakupa | Nemzetközi | Nemzetközi | Összesen | Összesen |
| Klub                       | Szezon   | Osztály     | Meccs     | Gól       | Meccs            | Gól              | Meccs      | Gól        | Meccs    | Gól      |
| -------------------------- | -------- | ----------- | --------- | --------- | ---------------- | ---------------- | ---------- | ---------- | -------- | -------- |
| Jagiellonia Białystok      | 2012–13  | Ekstraklasa | 2         | 0         | 1                | 0                | —          | —          | 3        | 0        |
| Jagiellonia Białystok      | 2014–15  | Ekstraklasa | 1         | 0         | 1                | 0                | —          | —          | 2        | 0        |
| Jagiellonia Białystok      | Összesen | Összesen    | 3         | 0         | 2                | 0                | 0          | 0          | 5        | 0        |
| Motor Lublin (kölcsönben)  | 2012–13  | II Liga     | 14        | 1         | 0                | 0                | —          | —          | 14       | 1        |
| Motor Lublin (kölcsönben)  | 2013–14  | II Liga     | 32        | 7         | 2                | 0                | —          | —          | 34       | 7        |
| Motor Lublin (kölcsönben)  | Összesen | Összesen    | 46        | 8         | 2                | 0                | 0          | 0          | 48       | 8        |
| Dolcan Ząbki (kölcsönben)  | 2014–15  | I Liga      | 14        | 2         | 0                | 0                | —          | —          | 14       | 2        |
| Dolcan Ząbki (kölcsönben)  | 2015–16  | I Liga      | 17        | 5         | 1                | 1                | —          | —          | 18       | 6        |
| Dolcan Ząbki (kölcsönben)  | Összesen | Összesen    | 31        | 7         | 1                | 1                | 0          | 0          | 32       | 8        |
| Wigry Suwałki (kölcsönben) | 2015–16  | I Liga      | 14        | 4         | 0                | 0                | —          | —          | 14       | 4        |
| Wigry Suwałki              | 2016–17  | I Liga      | 33        | 14        | 4                | 2                | —          | —          | 37       | 16       |
| Wigry Suwałki              | Összesen | Összesen    | 47        | 18        | 4                | 2                | 0          | 0          | 51       | 20       |
| Górnik Zabrze              | 2017–18  | Ekstraklasa | 37        | 9         | 6                | 2                | —          | —          | 43       | 11       |
| Dinamo Zagreb              | 2018–19  | 1. HNL      | 28        | 6         | 3                | 2                | 8          | 0          | 39       | 8        |
| Dinamo Zagreb              | 2019–20  | 1. HNL      | 30        | 10        | 4                | 3                | 4          | 0          | 38       | 13       |
| Dinamo Zagreb              | Összesen | Összesen    | 58        | 16        | 7                | 5                | 12         | 0          | 77       | 21       |
| Eibar                      | 2020–21  | La Liga     | 6         | 0         | 2                | 0                | —          | —          | 8        | 0        |
| Alanyaspor (kölcsönben)    | 2020–21  | Süper Lig   | 17        | 0         | 1                | 0                | —          | —          | 18       | 0        |
| Piast Gliwice              | 2021–22  | Ekstraklasa | 33        | 6         | 3                | 1                | —          | —          | 36       | 7        |
| Piast Gliwice              | 2022–23  | Ekstraklasa | 19        | 3         | 3                | 0                | —          | —          | 22       | 3        |
| Piast Gliwice              | Összesen | Összesen    | 52        | 9         | 6                | 1                | 0          | 0          | 58       | 10       |
| Összesen                   | Összesen | Összesen    | 297       | 67        | 31               | 11               | 12         | 0          | 340      | 78       |

### A válogatottban
| Válogatott    | Év       | Pályára lépés | Gól |
| ------------- | -------- | ------------- | --- |
| Lengyelország | 2018     | 3             | 0   |
| Lengyelország | 2019     | 1             | 1   |
| Lengyelország | 2020     | 2             | 0   |
| Összesen      | Összesen | 6             | 1   |

#### Góljai a válogatottban
| # | Időpont          | Helyszín                              | Ellenfél | Gólok | Eredmény | Kiírás               |
| - | ---------------- | ------------------------------------- | -------- | ----- | -------- | -------------------- |
| 1 | 2019. június 10. | Nemzeti Stadion, Varsó, Lengyelország | Izrael   | 4–0   | 4–0      | 2020-as EB-selejtező |

## Sikerei, díjai
Dinamo Zagreb
- 1. HNL
  - Bajnok (2): 2018–19, 2019–20

- Horvát Kupa
  - Döntős (1): 2018–19

- Horvát Szuperkupa
  - Győztes (1): 2019